# Storia della Repubblica Democratica Tedesca

La bandiera della RDT, 1959-90

La storia della Repubblica Democratica Tedesca (RDT) come Stato sovrano ebbe inizio nel 1949 e durò fino al 1990, anno della Riunificazione tedesca. Copriva l'area degli attuali Land del Meclemburgo-Pomerania Anteriore, del Brandeburgo, della Sassonia, della Sassonia-Anhalt e della Turingia, più il settore sovietico di Berlino.

## Creazione (1945-1949)

### Divisione della Germania

Zone di occupazione alleate in Germania nel 1947. I territori ad est della linea Oder-Neiße, annessi alla Polonia e all'URSS sono colorati in bianco. Anche il protettorato della Saar è colorato in bianco. Berlino è in un'area multinazionale all'interno della zona di occupazione sovietica.

#### La conferenza di Jalta
Alla Conferenza di Jalta, tenuta nel febbraio 1945, gli Stati Uniti, il Regno Unito, e l'Unione Sovietica si accordarono sulla divisione della Germania in zone di occupazione. Ritenendo probabile che gli eserciti degli alleati occidentali e dell'Unione Sovietica potessero invadere il territorio tedesco, la conferenza di Jalta determinò la linea di demarcazione per le rispettive aree di occupazione. Fu anche decisa la creazione di un "Comitato sullo Smembramento della Germania". L'idea era di decidere se la Germania dovesse essere divisa in più nazioni, e se fosse accaduto, quali confini e quali interrelazioni dovevano avere i nuovi stati. Dopo la resa della Germania, gli alleati vincitori del conflitto (Stati Uniti, Unione Sovietica, Francia e Gran Bretagna) assunsero autorità governativa nella Germania del dopoguerra. Ogni potenza vincitrice fu responsabile, per la propria zona di occupazione, dello smantellamento delle industrie belliche.

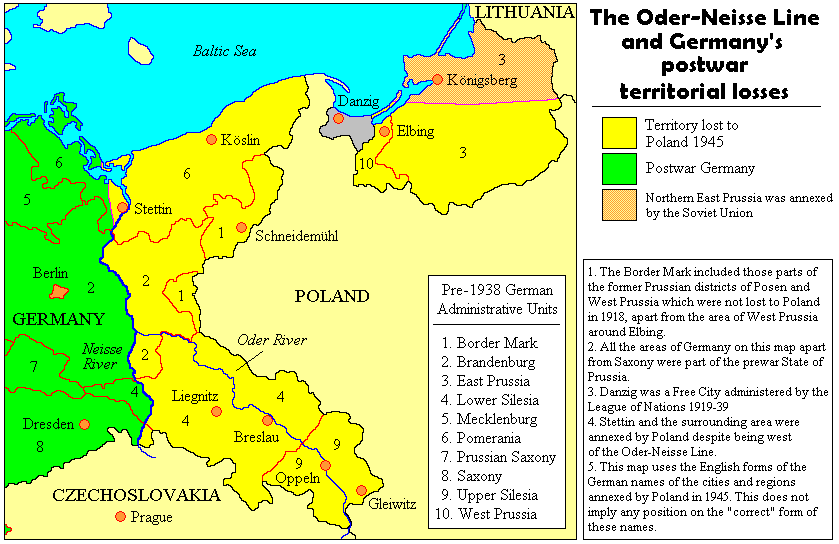
La linea Oder-Neiße

#### La Conferenza di Potsdam
La Conferenza di Potsdam tenutasi tra il luglio e l'agosto del 1945 riconobbe ufficialmente le zone di occupazione e confermò anche la giurisdizione dell'amministrazione militare sovietica in Germania (tedesco: Sowjetische Militäradministration in Deutschland, SMAD) dall'Oder e dal Neiße alla linea di demarcazione. La zona di occupazione sovietica comprendeva gli antichi stati di Brandeburgo, Meclemburgo-Pomerania Anteriore, Sassonia, Sassonia-Anhalt e Turingia. La parte occidentale della Germania venne invece affidata alle altre tre potenze. Analogamente all'intera nazione, anche la città di Berlino venne posta sotto controllo delle quattro potenze vincitrici: l'est fu affidato ai sovietici, mentre l'ovest alle tre potenze occidentali. Tuttavia, il territorio tedesco ad oriente della linea Oder-Neiße venne completamente annesso dalla Polonia e dall'Unione Sovietica: la Polonia inglobò parte della Pomerania, mentre l'area di Königsberg, oggi Kaliningrad, divenne parte della Repubblica Socialista Federativa Sovietica Russa. I milioni di tedeschi che vivevano ancora in quelle zone vennero di fatto espulsi e sostituiti con coloni polacchi e russi. Nella nascente DDR, fu usato il termine "reinsediamento" per descrivere questo evento, in modo da non far salire la tensione con gli alleati polacchi e sovietici.

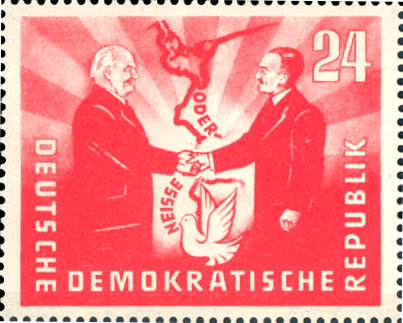
Francobollo tedesco-orientale del 1951 che ricorda il Trattato di Zgorzelec, siglato tra Wilhelm Pieck (RDT) e Bolesław Bierut (Polonia)

#### Le violenze nella zona di occupazione sovietica
Norman Naimark scrive nella sua opera "The Russians in Germany: A History of the Soviet Zone of Occupation, 1945-1949." che il numero di donne e ragazze tedesche violentate dall'Armata Rossa, negli anni dell'occupazione, è sconosciuto, ma si stima che la cifra superi le centinaia di migliaia. Naimark conclude che la psicologia dei tedeschi, nella zona di occupazione sovietica, è stata marcata dai crimini sin dai primi giorni di occupazione fino alla nascita della RDT.

#### Riparazioni di guerra

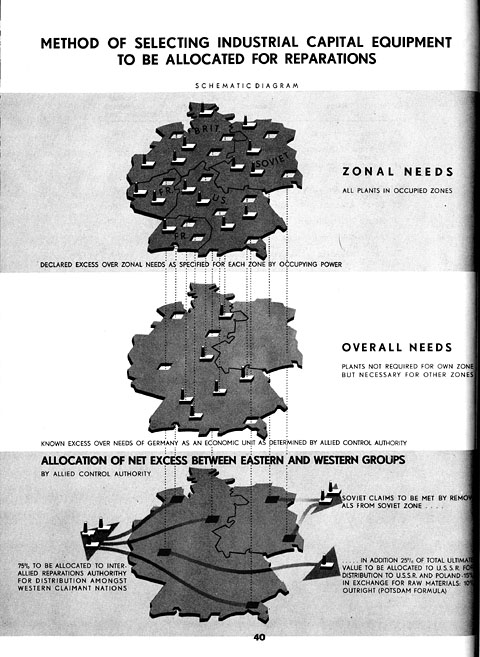
Politica di allocazione per i surplus dell'industria pesante tedesca sotto il piano dei "Livelli di industria".

Ogni potenza occupante in suolo tedesco assunse il suo ruolo nel giugno 1945. Le potenze vincitrici inizialmente perseguirono una politica comune, focalizzata nella denazificazione e nella smilitarizzazione, in previsione di un ripristino della democrazia in Germania. Col tempo le zone occidentali e quella sovietica iniziarono a divergere: il motivo principale fu lo spostamento delle industrie tedesche da parte dei sovietici in URSS, sotto forma di "riparazione di guerra". Secondo il ministero degli esteri sovietico l'URSS portò via dal suolo tedesco 1,28 milioni di tonnellate di materiale e 3,6 milioni di tonnellate di equipaggiamento. Non ci fu accordo, durante la conferenza di Potsdam, riguardo alle riparazioni, ma fu chiaro che, nel dicembre 1947, le potenze occidentali non avrebbero concesso ai sovietici la richiesta di 10 miliardi di dollari in riparazioni, cosicché i sovietici cercarono di trarre i 10 miliardi di dollari dalla propria zona di occupazione. Nel 1995 lo storico Norman Naimark calcolò che i dieci miliardi di dollari vennero trasferiti, agli inizi degli anni cinquanta in URSS sotto forma di beni materiali.
Nelle zone di occupazione occidentali, lo smantellamento continuò fino al 1951, come previsto nella Conferenza di Potsdam. Alla fine del 1948 gli Stati Uniti ebbero smantellato tutte le industrie di guerra.
Le industrie militari possedute da attivisti nazisti vennero confiscate. Queste industrie rappresentavano circa il 60% della produzione industriale totale nella zona di occupazione sovietica. La maggior parte delle industrie pesanti, che costituivano il 20% della produzione totale, vennero reclamate dai sovietici come riparazione di guerra. Parte delle industrie vennero nazionalizzate, lasciando solo il 40% della produzione industriale in mano privata.

#### Riforme agrarie
Le riforme agrarie (Bodenreform) prevedevano l'espropriazione di tutte le terre appartenenti agli attivisti del nazismo. Circa 500 proprietà degli Junker furono convertite in fattorie collettive (tedesco: Landwirtschaftliche Produktionsgenossenschaft), e più di 30 000 km² vennero distribuiti tra mezzo milione di contadini. Inoltre vennero costituite le prime fattorie statali, chiamate Volkseigenes Gut.

#### Tensioni politiche
Con la crescente tensione politica tra potenze vincitrici, in particolare tra USA e URSS, nel marzo 1948 le potenze occidentali trovarono un accordo per unire le rispettive zone di occupazione, per creare uno Stato tedesco-occidentale. I sovietici abbandonarono il consiglio alleato, per preparare, a loro volta, la creazione di uno Stato tedesco-orientale. La divisione della Germania si fece più chiara con la riforma monetaria del giugno 1948, che venne limitata solo nelle zone occidentali. Pochissimi giorni dopo una riforma monetaria venne introdotta dall'URSS nella sua zona di occupazione. L'introduzione del marco tedesco anche nei settori occidentali di Berlino provocò il blocco di Berlino da parte dei sovietici, nel tentativo di porre sotto controllo l'intera città. Gli alleati decisero di rifornire Berlino Ovest via aerea (Ponte aereo di Berlino). Il ponte aereo di Berlino durò per circa 11 mesi.

#### Sviluppi politici
Un decreto del 10 giugno 1945 da parte delle autorità sovietiche permise la formazione di partiti democratici antifascisti; vennero programmate le nuove elezioni per ottobre 1946. Nel luglio 1945 si costituì una coalizione di partiti democratici antifascisti, formata dal Partito Comunista di Germania (KPD), Partito Socialdemocratico di Germania (SPD), Unione Cristiano-Democratica di Germania (CDU) e dal Partito Liberal-Democratico di Germania (LDPD). Nell'aprile 1946 il KPD, guidato da Wilhelm Pieck, e la SPD, guidata da Otto Grotewohl, si fusero formando il Partito Socialista Unificato di Germania (Sozialistische Einheitspartei Deutschlands, SED). Nelle elezioni dell'ottobre del 1946, la SED raggiunse approssimativamente 50% dei voti nella zona di occupazione sovietica. A Berlino, che non era ancora divisa, la SPD resistette alla fusione con i comunisti e, correndo per conto proprio, raggiunse il 48% dei voti, battendo la SED e la CDU.
Quando divenne probabile che venisse instaurato un governo tedesco-occidentale, nel mese di maggio del 1949 venne tenuta nella zona di occupazione sovietica un'elezione per un Congresso Popolare, ma, invece di scegliere tra candidati, gli elettori potevano solo scegliere se approvare o respingere la "lista unitaria" di candidati emanata da tutti i partiti, candidati che erano tutti controllati dal SED, il partito dominante. Assicurandosi che in queste liste unitarie fossero predominanti i comunisti, la SED determinò in anticipo quale doveva essere la composizione del Congresso Popolare. Secondo i risultati ufficiali, almeno due terzi dell'elettorato approvò la lista unitaria. Nelle successive elezioni, venivano annunciati margini di successo del 99%.
La SED si modellò come un partito in stile sovietico: a questo fine, il comunista tedesco Walter Ulbricht divenne il primo segretario del SED, e si formarono il Politbüro, Segretariato e il Comitato Centrale. In sintonia con il principio leninista del centralismo democratico, ogni partito era controllato dai suoi membri. Ulbricht, come capo del partito, programmò il volere dei membri. La SED si uniformava ideologicamente al marxismo-leninismo e alla lotta di classe.
Molti ex membri del SPD e anche alcuni comunisti, che sostenevano una via socialdemocratica al socialismo, vennero estromessi dal SED. La CDU e la LDPD, portatori delle istanze dei ceti medi, vennero indeboliti dalla creazione di due nuovi partiti, il Partito Nazional-Democratico di Germania (NDPD) e il Partito Democratico Rurale di Germania (DBD), che tendevano ad attrarre le simpatie, rispettivamente, degli ex nazisti e degli agricoltori, vennero aggiunti solo con la benevolenza del SED. La SED diede il permesso di rappresentanza politica alle organizzazioni di massa e, in modo significativo, al controllato sindacato FDGB (Freier Deutscher Gewerkschaftsbund).
Casualmente, il sistema partitico fu progettato per permettere il rientro di solo quegli aderenti dell'ex partito nazista che avevano deciso di far parte del Fronte Nazionale, che inizialmente era formato da emigranti e da prigionieri di guerra dell'Unione Sovietica. La denazificazione nella zona di occupazione sovietica venne trattata comunque in modo più trasparente che in occidente.
Nel novembre del 1948, la Commissione economica tedesca (Deutsche Wirtschaftskomission), che includeva rappresentanti del blocco antifascista, assunse autorità amministrativa. Il 7 ottobre 1949, cinque settimane dopo la creazione della Repubblica federale di Germania, la suddetta commissione formò un governo provvisorio e proclamò la fondazione della Repubblica democratica tedesca. Venne eletto presidente Wilhelm Pieck. Il 9 ottobre 1949 l'Unione Sovietica lasciò il suo quartier generale a Berlino est, e, di conseguenza, cedette le funzioni militari al nuovo Stato tedesco.

## I primi anni, 1949-54

### La SED come partito dominante

Il simbolo del SED.

La SED controllava il Fronte Nazionale, una coalizione che raggruppava tutti i partiti e le organizzazioni, preservando, almeno apparentemente, il pluralismo. La costituzione del 1949 formalmente instaurò una repubblica democratica federale e creò la Camera dei Länder (Länderkammer) e la Camera del Popolo (Volkskammer). La Volkskammer, secondo la costituzione della RDT, veniva investita della funzione legislativa. Il SED controllava il Consiglio dei ministri e ridusse la funzione legislativa della Volkskammer. Le elezioni alla Volkskammer erano basate su una scheda congiunta preparata dal Fronte nazionale; i votanti potevano solo registrare la loro approvazione o il loro rifiuto.
Tutti i membri del SED che erano attivi negli organi statali potevano programmare le risoluzioni del partito. La Stasi e il ministro della sicurezza statale erano la controparte occidentale delle agenzie di sicurezza.
Il terzo congresso del SED, convenuto nel luglio 1950, enfatizzò il progresso industriale. Il settore industriale, che impiegava il 40% della popolazione lavorativa, fu soggetto ad ulteriori nazionalizzazioni, che risultò nella nascita di imprese popolari (Tedesco: Volkseigener Betrieb), le quali incorporavano il 75% del settore. Il primo piano quinquennale (1951-55) introdusse il sistema dell'economia pianificata, nel quale venivano sottolineate le quote destinate all'industria pesante e all'incremento della produttività. La pressione del piano causò una prima ondata di profughi dalla Germania democratica verso la Germania occidentale. Nella seconda conferenza di partito (meno importante del congresso), convenuta nel luglio 1952, fu adottato il concetto di una nuova politica economica basata sull'intervento statale nell'economia.
Con una legge passata dalla Volkskammer nel 1950, la maggiore età veniva abbassata da 21 a 18 anni. La Chiesa, sebbene fosse garantita la libertà religiosa, fu sottoposta a forti pressioni. Di contro il cardinale von Preysing, vescovo di Berlino, bandì la SED. Ci furono altre indicazioni di opposizione, anche all'interno del governo stesso; nell'autunno 1950 diversi membri del SED vennero espulsi e arrestati con l'accusa di "sabotatori", tra i quali anche Helmuth Brandt, ministro della giustizia, Joseph Rambo, vice presidente della Volkskammer, Bruno Foldhammer, Gerhard Eisler e l'editore Lex Lende. Alla fine del '54 venne emanato un nuovo codice sulla famiglia, il quale aveva lo scopo di scardinare le influenze parentali.
Nel 1951 l'emigrazione mensile fluttuava a una cifra tra 11.500 e 17.000. Nel 1953 circa 37.000 uomini, donne e bambini lasciavano, ogni mese, la RDT.

### 17 giugno 1953
Stalin morì nel marzo 1953. A giugno la SED, sperando di dare ai lavoratori un migliore standard di vita, annunciò il "nuovo corso", che si basava sulla politica economica iniziata in URSS da Georgi Malenkov focalizzata su forti investimenti nell'industria leggera e nel commercio e su la maggiore disponibilità di beni di consumo. Inoltre la SED iniziò un programma per alleviare le privazioni economiche che portarono alla diminuzione delle tasse, la disponibilità di prestiti statali alle imprese private, e a un incremento nell'allocazione della produzione di beni materiali.
Mentre il "nuovo corso" incrementò le merci di largo consumo che i lavoratori potevano ottenere, restavano tuttavia alte le quote di produttività. L'aumento delle quote di produttività, avvenuto nel 1953, provocò una serie di sommosse da parte dei lavoratori, che sfociarono in rivolte di larga scala, presto represse con la forza da parte della Volkspolizei e dell'esercito sovietico.
Secondo lo storico americano Christian Ostermann vi fu un intervento politico esterno da parte degli Stati Uniti d’America e dei suoi alleati che fu capace di determinare in modo rilevante l’andamento dei moti di rivolta nella Germania Est.

### Maggiore sovranità interna
Nel 1954 l'Unione Sovietica garantì la sovranità alla RDT, e la Commissione di Controllo Sovietica a Berlino venne sciolta. In quel periodo, i pagamenti per i danni di guerra venivano considerati conclusi. Nel 1952 cinque stati, un tempo costituenti la Zona di Occupazione Sovietica, vennero sciolti e sostituiti da quindici distretti (Bezirk); gli Stati Uniti, la Gran Bretagna e la Francia non riconobbero l'appartenenza di Berlino Est alla RDT. Intanto la RDT iniziava a partecipare attivamente al COMECON. Nel 1955 il primo ministro Grotewohl venne invitato a Mosca e, tra il 17 e il 20 settembre, concluse un trattato con l'Unione Sovietica, che entrò in vigore il 6 ottobre, in base al quale la RDT era da allora in avanti libera di decidere sulle sue questioni di politica interna ed estera, comprese le relazioni con la RFG e gli altri stati; sebbene le armate sovietiche sarebbero rimaste temporaneamente nella RDT, non avrebbero interferito con le questioni interne; i due governi avrebbero rafforzato la cooperazione politica, economica, scientifica e culturale.
Nel 1956 venne creata la Nationale Volksarmee, e la RDT divenne membro del Patto di Varsavia.

## Politica economica, 1956-65

### Collettivizzazione e nazionalizzazione dell'agricoltura e dell'industria, 1956-63
Nel 1956, durante il ventesimo congresso del PCUS, il Primo Segretario Nikita Sergeevič Chruščёv ripudiò lo stalinismo. In questo periodo, alcuni intellettuali del SED, tra cui Wolfgang Harich, proposero una piattaforma in cui si chiedeva radicali riforme nella RDT, ma furono purgati dal partito e imprigionati.
Un plenum del SED nel luglio 1956 confermò la leadership di Ulbricht e presentò il secondo piano quinquennale (1956-60). Il piano utilizzò lo slogan "modernizzazione, meccanizzazione e automazione" per enfatizzare i progressi tecnologici. Inoltre, al plenum, il governo annunciò di voler sviluppare l'energia nucleare, così venne attivato il primo reattore nel 1957. Il governo incrementò le quote di produzione industriale del 55% e diede enfasi all'industria pesante.
Con il secondo piano quinquennale la RDT si impegnava ad accelerare gli sforzi per la collettivizzazione e la nazionalizzazione dell'agricoltura e dell'industria. Nel 1958 il settore agricolo consisteva ancora di 750.000 fattorie, che comprendevano il 70% di tutto il terreno arabile; solo 6 000 cooperative agricole (Landwirtschaftliche Produktionsgenossenschaften) furono create fino ad allora. Nel 1958-59 la SED impose un contributo agli agricoltori privati ed inviò dei funzionari nei villaggi di campagna per incoraggiare la creazione di cooperative agricole. Nel novembre-dicembre 1959 alcuni agricoltori in rivolta vennero arrestati.
Alla metà degli anni 1960 circa l'85% di tutti i fondi arabili furono riconvertiti in oltre 19.000 cooperative agricole, mentre le fattorie statali ne comprendevano circa il 6%. Nel 1961 il settore socialista produceva il 90% delle derrate alimentari tedesco-orientali. Una riforma pensata dai dirigenti del SED comprendeva il trasferimento di industrie sotto la direzione della Commissione di Pianificazione Industriale. Nel 1960 soltanto il 9% della produzione industriale era in mano privata. Le cooperative di produzione (Produktionsgenossenschaften) incorporavano un terzo della produzione totale, salendo dal 6% del 1958.
Il secondo piano quinquennale trovò diverse difficoltà, così venne sostituito da un piano settennale (1959-65). Il nuovo piano, almeno nelle intenzioni, aveva lo scopo di raggiungere il prodotto interno lordo della RFT, e di aumentare la produttività. Nel frattempo l'emigrazione verso ovest aumentava; gli espatriati erano perlopiù giovani operai qualificati.

### Il nuovo sistema economico, 1963-70

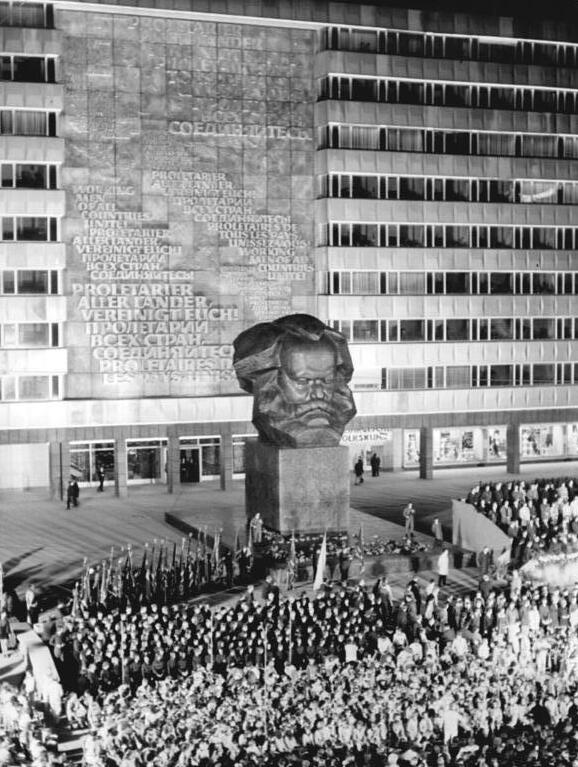
Inaugurazione del monumento a Karl Marx a Karl-Marx-Stadt (oggi Chemnitz) il 9 ottobre 1971.

Il tasso di crescita annuale diminuì costantemente dal 1959, tuttavia l'URSS raccomandò ai dirigenti della RDT di applicare le teorie dell'economista Evsei Liberman, un difensore dei principi di mercato delle economie comuniste. Nel 1963 Ulbricht adattò le teorie di Liberman e introdusse il Nuovo sistema economico (NES), un programma di riforme economiche che portava al decentramento nel processo decisionale e nell'efficienza di mercato.
Sotto il NES, il compito di stabilire i futuri sviluppi economici venne assegnato alla pianificazione centrale. Il decentramento comportò il parziale trasferimento dell'autorità decisionale dalla Commissione di Pianificazione Statale e dal Consiglio Economico Nazionale alle Associazioni delle Imprese Popolari (Vereinigungen Volkseigener Betriebe, o VVB), organizzazioni che avevano il compito di promuovere la specializzazione nello stesso tipo di produzione. Le autorità preposte alla pianificazione centrale misero a punto degli obiettivi di produzione globale, ma ogni VVB determinava autonomamente le proprie finanze interne, l'utilizzazione tecnologica e l'allocazione della manodopera e delle risorse. Come corpi intermediari, i VVB funzionavano anche per sintetizzare le raccomandazioni dalle VEB. Il NES portò a decisioni in materia di politica economica prese sulla base della redditività, e i prezzi si adeguarono alle regole della domanda e dell'offerta.
Il NES diede inoltre vita ad una nuova élite sia politica che economica, e nel 1963 Ulbricht annunciò una nuova politica per quanto riguardava l'ammissione alle alte cariche del SED. Con questa mossa il Politburo e il Comitato Centrale vennero resi accessibili ad un gruppo di giovani ed istruiti membri del partito, i quali possedevano un maggior numero di capacità tecniche e manageriali rispetto a quello dei loro predecessori. Come conseguenza dell'avvio delle nuove politiche, la dirigenza del SED si divise nella fazione politica e in quella economica, quest'ultima composta dai membri più giovani ed essenzialmente tecnocrati. La professionalizzazione dei quadri politici del partito dopo il 1963 portò anche ad una modifica generale nella composizione degli aderenti al SED: nel 1967 circa 250.000 membri (14%), su un totale di 1.8 milioni, era laureato, oppure diplomato in un istituto tecnico o in una scuola di commercio.
L'enfasi posta dal SED sull'acquisizione di competenze tecniche e manageriali permise anche, ai membri della fazione tecnocratica, di entrare a far parte delle più alte sfere della burocrazia statale, in precedenza riservate ai politici "vecchio stampo". I dirigenti dei VVB iniziarono a venire scelti più per la loro formazione professionale, che per il loro rigore ideologico. Con le imprese private, crebbe il numero di posti di lavoro per gli operai specializzati. Inoltre la SED dipinse l'apprendimento di abilità tecniche e dirigenziali come la via per lo sviluppo sociale e il benessere economico. In più il partito promise di migliorare gli standard di vita di tutti i cittadini. Dal 1964 al 1967, il salario medio crebbe, così come la disponibilità di beni di consumo, compresi quelli di lusso.
Ulbricht, nel 1968, lanciò una potente campagna di convincimento agli Stati del COMECON affinché migliorassero la propria situazione economica "con propri mezzi". Per quanto riguarda la situazione interna, la DDR sostituì il Sistema economico del socialismo (ESS) al Nuovo sistema economico (NES), affinché, focalizzandosi sui settori dell'alta tecnologia, la Germania dell'Est potesse arrivare ad una crescita autosufficiente. In particolare venne reintrodotta la pianificazione centralizzata nei cosiddetti settori "a struttura determinante", come quelli elettronico, chimico e plastico. Vennero inoltre creati consorzi affinché industrie coinvolte nella lavorazione di prodotti di vitale importanza fossero coordinate verticalmente. I sussidi statali vennero reintegrati, al fine di accelerare la crescita in alcuni settori prescelti. Il piano annuale per il 1968 fissava le quote di produzione nei settori a "struttura determinante" ad un 2.6% in più rispetto ai restanti segmenti produttivi, mentre gli obbiettivi per il biennio 1969-70 per quanto concerne l'alta tecnologia erano ancora più alti. Il mancato raggiungimento di questi traguardi portò alla fine, nel 1970, dello sforzo riformista degli anni precedenti.

### Il "Grande Compito"
Il Grande Compito, introdotto da Honecker nel 1971, segnò la politica interna degli anni settanta. Il programma poneva nuovamente l'accento sul marxismo-leninismo e sulla lotta di classe. In questo periodo la SED lanciò una massiccia campagna propagandistica per convincere i cittadini della bontà del suo socialismo di stampo sovietico e riportare il lavoratore in primo piano. Il Grande Compito ribadì l'obiettivo economico del progresso industriale, ma questo traguardo avrebbe dovuto essere raggiunto nella cornice di una politica centralizzata e pianificata dallo Stato. Socialismo Consumatore - il nuovo programma comparso all'interno del Grande Compito - fu uno sforzo per aumentare la presa sulla popolazione delle idee socialiste mostrando di dare grande importanza ai bisogni materiali della classe operaia. Lo Stato rinnovò ampiamente la politica dei salari e prestò parecchia attenzione nel rendere sempre più disponibili a tutti i beni di consumo.
Il regime accelerò inoltre la costruzione di nuove abitazioni e la ricostruzione di quelle esistenti: il 60% degli alloggi nuovi o rinnovati venne assegnato a famiglie della classe operaia. Gli affitti, su cui vi erano delle agevolazioni, rimasero estremamente bassi. Siccome le donne costituivano circa il 50% della forza lavoro, strutture per i bambini, compresi asili e asili nido, vennero costruiti per i figli delle madri lavoratrici. Le donne ricevevano inoltre un sussidio di maternità che poteva durare dai sei mesi all'anno; e anche le pensioni vennero aumentate.

## Politica estera, 1967-75

### Ulbricht contro la "Distensione"
Il momento storico in cui cadde l'operato di Ulbricht, dal 1967 al 1971, coincise in politica estera con l'era della distensione con l'Occidente. Nonostante questo periodo potesse offrire l'opportunità alla DDR di superare il proprio isolamento in politica estera e farsi riconoscere come Stato sovrano dalle potenze occidentali, il leader del SED era piuttosto riluttante a riavvicinarsi alla Germania Ovest. Entrambi gli Stati non avevano abbandonato l'obbiettivo della riunificazione: ma tutte e due restarono legate ciascuna al proprio sistema politico. La Costituzione del 1968 della Germania Est proclamava la vittoria del socialismo e ribadiva l'impegno alla riunificazione del Paese sotto l'egida comunista.
In ogni caso la leadership del SED, pur riuscendo a stabilire il sistema socialista nella Germania Est, trovò sempre un limitato appoggio popolare per il suo stato sociale repressivo. Nonostante l'epiteto di "miracolo dell'altra Germania", il sistema politico democratico e l'elevato sviluppo economico della Germania Ovest continuarono ad attrarre sempre i cittadini dell'altra parte del Paese. Ulbricht temeva che le speranze di un governo democratico o per una riunificazione con la Germania Ovest avrebbero causato del malcontento tra i suoi concittadini, che dal 1961 parevano invece aver accettato le proprie condizioni di vita e sociali.
Alla fine degli anni sessanta, Ulbricht rese il Consiglio di Stato il principale organo di governo. Questo organismo, composto da 24 membri dei vari partiti, era comandato da Ulbricht stesso e dominato dalla rappresentanza, composta da 15 persone, del SED, e diede la stura ad una nuova epoca segnata dal conservatorismo. Le scelte in materia di politica estera ed interna degli ultimi anni dell'era-Ulbricht mostrano un forte impegno volto verso una strategia aggressiva sia nei confronti dell'Occidente, sia verso l'ideologia liberista. La politica estera, in particolare, si focalizzò sul rafforzamento dei legami con i Paesi del Patto di Varsavia e l'organizzazione di un'opposizione alla Distensione. Nel 1967 Ulbricht convinse Cecoslovacchia, Polonia, Ungheria e Bulgaria a firmare dei patti di mutua assistenza con la DDR. L'idea, sottoscritta da tutti questi Paesi, era quella di rifiutare qualsiasi rapporto con Bonn fino a quando la Germania Ovest non avesse formalmente riconosciuto la sovranità della DDR.
Ulbricht inoltre incoraggiò il congelamento delle relazioni delle Nazioni sovietiche con l'Occidente industrializzato. Considerando le dichiarazioni di libertà e democrazia all'interno del blocco sovietico come un pericolo per le sue politiche interne, la SED attaccò fin dal principio il nuovo corso politico intrapreso da Praga, che si concluse nel 1968 con l'intervento dell'esercito sovietico e delle truppe degli altri Stati del Patto di Varsavia.
Nell'agosto del 1970 l'URSS e la Germania Ovest siglarono il Trattato di Mosca, con il quale i due Stati si impegnavano a mantenere relazioni pacifiche sia fra loro, che in materia di sicurezza europea e internazionale, e confermavano inoltre la linea dell'Oder-Neisse. In seguito a ciò Mosca premette sulla DDR affinché desse il via a dei colloqui bilaterali con Bonn. Ulbricht oppose resistenza, indebolendo ulteriormente la sua leadership già danneggiata dal fallimento del Sistema economico del socialismo. Nel maggio 1971, il Comitato Centrale del SED scelse Erich Honecker come successore di Ulbricht alla guida del partito, nonostante a questi venisse permesso di mantenere la presidenza del Consiglio di Stato. In ogni caso la carica, al momento della morte di Ulbricht (occorsa nel 1973), aveva perso molta della sua importanza.

### Honecker e il Riavvicinamento Est-Ovest

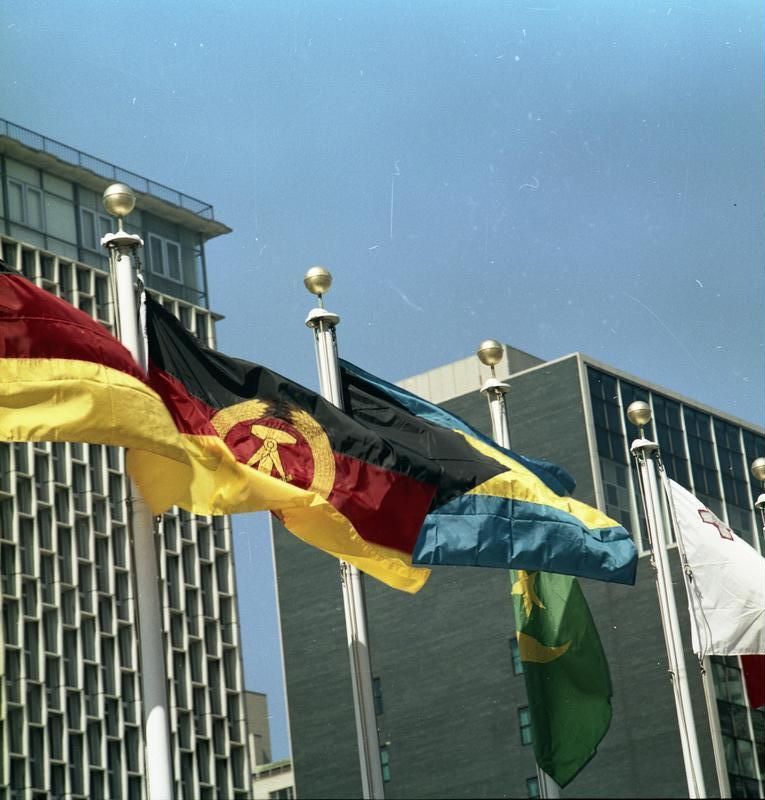
La bandiera della DDR sventola davanti al Palazzo di vetro dell'ONU nel 1973

Honecker seppe coniugare la fedeltà all'URSS con la flessibilità in materia di distensione. All'ottavo Congresso del Partito del giugno 1971, il leader presentò il nuovo programma politico per il regime. Rispetto alla politica estera, Honecker rinunciò a puntare alla riunificazione e riparò nella prudente ed ideologicamente forte posizione dell'Abgrenzug (che significa "demarcazione" o "separazione"). In quest'ottica il Paese si autodefinì come uno "Stato socialista" distinto dalla Germania Ovest e mise l'accento sulla propria alleanza con l'URSS. L'Abgrenzug, difendendo la sovranità nazionale della Germania Est, a sua volta contribuì al successo dei negoziati "della distensione" che condussero all'Accordo delle Quattro Potenze di Berlino (o "Accordo di Berlino") del 1971 e, nel dicembre dell'anno successivo, al Trattato di Base con la Germania Ovest.
Questi due trattati normalizzarono le relazioni tra le due Germanie. L'"Accordo di Berlino" (entrato in vigore nel giugno del 1972), firmato da Stati Uniti, Gran Bretagna, Francia e URSS, proteggeva il commercio e i trasporti tra la Germania Ovest e Berlino Ovest, mirando inoltre ad aumentare le comunicazione tra le due parti della città tedesca. L'Unione Sovietica ottenne comunque che Berlino Ovest non fosse incorporata nella Germania Ovest. Il Trattato di Base (effettivo dal giugno 1973) riconosceva politicamente le due Germanie, e i due Stati si impegnarono a rispettare vicendevolmente la propria sovranità. Secondo i termini del trattato, le due Nazioni si sarebbero inviate una delegazione diplomatica e avrebbero intrapreso relazioni commerciali, turistiche, culturali e aperto nuove vie di comunicazione. Nel settembre del 1973 entrambi gli Stati entrarono nelle Nazioni Unite, e la Germania Est ottenne il tanto sospirato riconoscimento internazionale.

### Due stati tedeschi

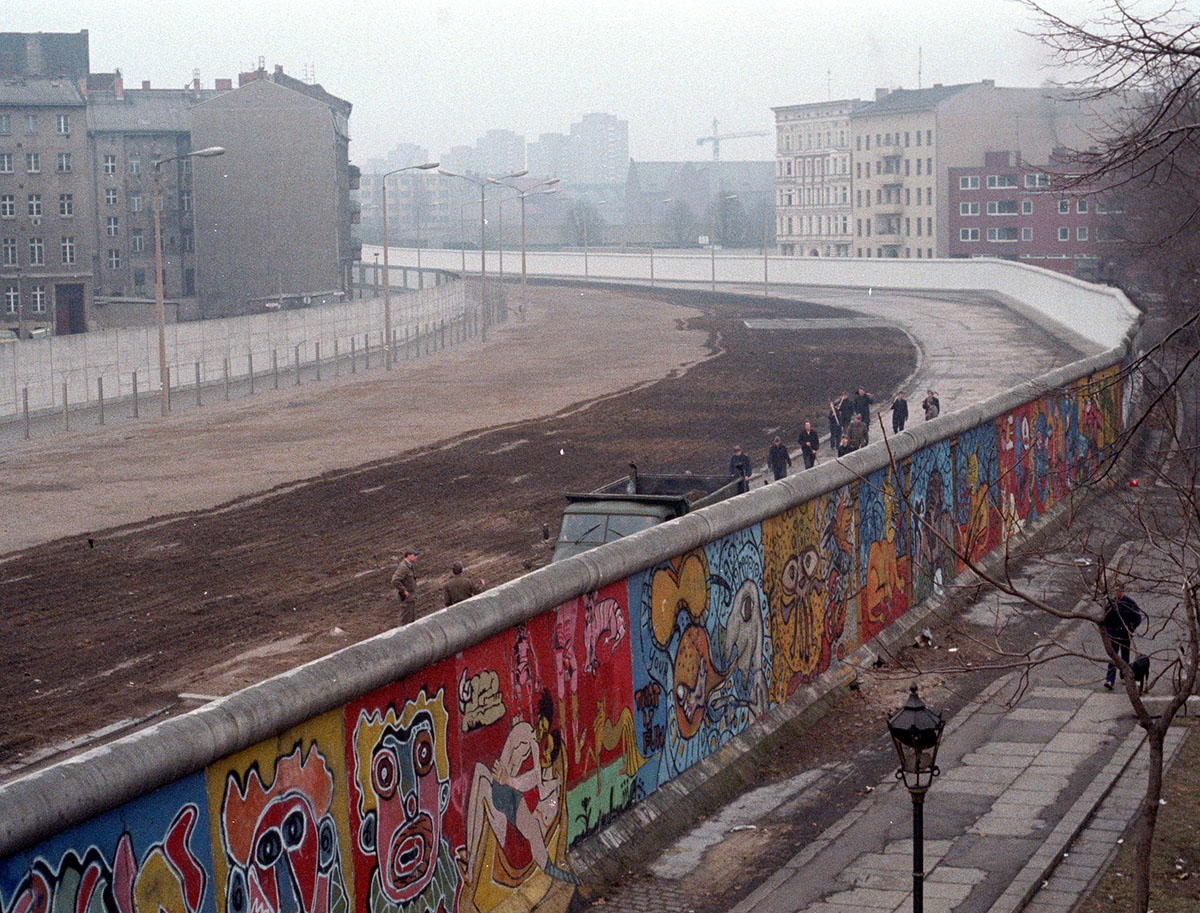
La cosiddetta "striscia della morte" retrostante il muro di Berlino

Dalla metà degli anni settanta la Germania Est rimase sospesa tra Est ed Ovest. Un emendamento del 1974 alla Costituzione eliminava i riferimenti alla "Nazione tedesca" e all'"unità nazionale", indicando inoltre la Germania Est come uno "Stato socialista di lavoratori e contadini" e "una componente inseparabile della comunità dei Paesi socialisti". Comunque la SED non ebbe molto successo nel suo tentativo di inculcare nelle menti dei cittadini un senso di vicinanza con l'Unione Sovietica. Honecker, cedendo alle pressioni dell'opinione pubblica, formulò lo slogan: "Cittadinanza: DDR; nazionalità: tedesca". Facendo ciò, il segretario del SED riconobbe il forte attaccamento psicologico ed emotivo che univa i tedeschi dell'Est alle tradizioni e alla cultura tedesche e, implicitamente, ai loro vicini della Germania Ovest.
Nonostante l'Abgrenzug abbia costituito il punto centrale della politica honeckeriana, la "distensione" strinse i legami tra le due Germanie. Tra i 5 e i 7 milioni di tedeschi e berlinesi dell'Ovest visitavano ogni anno la loro controparte orientale. Le comunicazioni telefoniche e postali tra le due Germanie vennero significativamente incrementate. Vennero recuperati i rapporti personali tra famiglie e amici della Germania Est e della Germania Ovest, e i tedeschi dell'Est furono sempre più esposti alla politica e alla ricchezza economica della loro controparte occidentale, soprattutto grazie all'azione di radio e televisione. La Germania Ovest era la fornitrice di beni di alta qualità per la Germania Est, incluse le merci di lusso, e i tedeschi dell'Ovest iniziarono a frequentare gli Intershop, i quali vendevano beni in cambio di valuta occidentale, e i negozi Exquisit e Delikat, che vendevano merci importati richiedendo moneta della Germania Est.
Nella prospettiva della distensione generale tra Est ed Ovest, la DDR partecipò alla Commissione per la Sicurezza e la Cooperazione in Europa e nel luglio 1975 firmò l'Accordo Finale di Helsinki, volto a garantire il rispetto dei diritti umani da parte del regime. Le disposizioni di questo accordo in materia di libertà di movimento stimolarono la formulazioni di circa 120.000 domande di permesso di emigrazione da parte dei tedeschi dell'Est, ma tali richieste vennero negate.

## Politica interna (anni settanta)

### Identità della DDR
Fin dalla sua nascita, la neo-formata DDR tentò di definire la propria identità autonoma. A causa dell'orrore marxista nei confronti della Prussia, la SED esplicitò la non continuità tra la Germania Est e l'impero prussiano. Il partito distrusse i manieri degli junker, demolì lo Stadtschloss di Berlino e rimosse la statua equestre di Federico il Grande. Invece la SED mise l'accento sull'eredità progressista insita nella storia tedesca, compreso il ruolo giocato da Thomas Muentzer nella Guerra dei Contadini e l'azione degli eroi della lotta di classe nell'ambito dell'industrializzazione prussiana.
Come risultato del nono Congresso del Partito nel maggio 1976, la Germania Est dopo il 1976/77 considerò la sua storia come l'essenza di tutta la storia tedesca, entro la quale il vicino occidentale rappresentava solo un episodio. Questo permise al SED di rivendicare una continuità con personaggi riformisti del calibro di Karl Freiherr von Stein, Karl August von Hardenberg, Wilhelm von Humboldt e Gerhard von Scharnhorst. Contemporaneamente la statua di Federico il Grande venne ricollocata bene in vista all'interno del paesaggio urbano di Berlino Est. I riferimenti nei discorsi di Honecker al re prussiano riflettono il revisionismo rispetto alla Prussia della politica ufficiale della Germania Est; tale atteggiamento includeva anche Otto von Bismarck e il gruppo resistente della Banda Rossa. la SED rivendicò anche il precedentemente vituperato Martin Lutero e gli organizzatori della Lega di Spartaco, Karl Liebknecht e Rosa Luxemburg.

### Dissidenti
Nonostante la distensione, il governo di Honecker rimase legato ad un socialismo di stampo sovietico e continuò a mantenere una politica decisamente repressiva nei confronti dei dissidenti. Nonostante ciò, un gruppo di intellettuali critici nei confronti del marxismo spinse dall'interno del SED per una maggiore democratizzazione del Paese. Tra loro vi era il poeta e cantante Wolf Biermann, che insieme a Robert Havemann guidò un circolo di artisti e scrittori impegnati nella richiesta di riforme democratiche. Biermann venne espulso dalla Germania Est nel novembre 1976 con l'accusa di attività sovversive. In seguito a questo avvenimento, il gruppo dirigente del SED sanzionò più di un centinaio di intellettuali dissidenti.
Nonostante la linea di condotta del governo, gli scrittori della Germania Est iniziarono a pubblicare articoli sulla stampa e i periodici letterari della controparte occidentale. L'esempio più importante di questo movimento è Die Alternative di Rudolf Bahro, che fu pubblicato nella Germania Ovest durante l'agosto 1977. La pubblicazione portò all'arresto dell'autore, al suo imprigionamento e alla successiva espulsione in Germania Ovest. Alla fine dello stesso anno, un manifesto della Lega dei Comunisti Democratici Tedeschi apparve sul settimanale Der Spiegel, pubblicato in Germania Ovest. Questo organismo, verosimilmente costituito da funzionari di medio e alto rango del SED, chiedeva riforme democratiche in vista di una futura riunificazione.
Anche dopo un esodo di artisti in segno di protesta per l'espulsione di Biermann, la SED non modificò la linea dura contro i dissidenti. Lo Stato colpì la letteratura, uno dei pochi sbocchi per l'opposizione nonconformista all'interno della DDR, con censura e attacchi ideologici. Questa politica condusse ad un ulteriore esodo di artisti, che durò fino al 1981. E anche la Chiesa luterana si schierò apertamente contro il regime. Ma nonostante nel biennio 1980-81 il regime avesse intensificato la sua censura contro le pubblicazioni della chiesa in risposta al sostegno rivolto dai luterani alla Solidarność polacca, il governo mantenne quasi sempre un atteggiamento flessibile nei confronti della chiesa. La consacrazione, nel maggio 1981, di un edificio sacro a Eisenhüttenstadt, che secondo l'élite del Partito Socialista Unificato di Germania non avrebbe potuto essere costruito in quanto la città era definita socialista, dimostrò questa flessibilità.

## Decimo Congresso del Partito, 1981
Il decimo Congresso del Partito, che si tenne nell'aprile 1981, si focalizzò sulla crescita economica, la stabilizzazione del tessuto sociale, i successi in politica estera e il rafforzamento delle relazioni con la Germania Ovest. Presentando la SED come la forza trainante in tutti i campi della società della DDR, il segretario generale (il titolo che, dal 1976, sostituiva quello di "primo segretario") Honecker pose l'accento sull'importanza di formare quadri di partito fedeli, al fine di garantire la posizione del partito. Il leader annunciò che più di un terzo degli iscritti e dei candidati del SED, e circa due terzi dei segretari di partito aveva raggiunto la laurea oppure un diploma in una scuola tecnica o commerciale e, inoltre, i quattro quinti dei segretari di partito avevano ricevuto corsi di formazione nelle scuole di partito per un periodo più lungo di un anno.
Ritenendo che non fosse accettabile abbandonare il "centralismo democratico", Honecker incoraggiò un rigido centralismo all'interno del partito. Tracciando le linee guida per la SED, il congresso confermò la monolocità delle politiche economiche e sociali sul fronte interno, oltre all'alleanza indissolubile con l'URSS in campo internazionale. In base a quest'ultimo pronunciamento, la SED approvò l'intervento sovietico in Afghanistan. La posizione della Germania Est differiva da quella assunta dai comunisti jugoslavi, rumeni e italiani, i quali invece criticarono l'azione sovietica.
Il comitato centrale del SED, che negli anni sessanta era stato un organo consultivo, vide ridotta la sua funzione nel corso del decimo Congresso del Partito. Il Politbüro e il Segretariato rimasero essenzialmente immutati. Oltre a queste questioni politiche, il Congresso si concentrò sul nuovo piano quinquennale (1981-85), richiamando ad una maggiore produttività, ad un utilizzo migliore delle risorse e alla realizzazione di prodotti di maggior qualità. Nonostante il piano precedente non avesse raggiunto tutti i suoi obbiettivi, il congresso impose comunque standard molto alti.

## Declino e caduta della DDR, 1975-89

### Crisi del caffè, 1976-79
Data la forte passione dei tedeschi per il caffè, l'importazione di questo prodotto era una delle più importanti per i consumatori. Una crescita esponenziale del prezzo del caffè tra il 1976 e il 1977 comportò costi quadruplicati rispetto al 1972-75. Questo causò una serie di problemi economici alla DDR, che venne a trovarsi in perenne carenza di moneta.
Di conseguenza, nell'estate del 1977, il Politburo acquistò caffè più scadente, limitandone l'uso nei ristoranti e negandolo anche agli uffici pubblici ed alle imprese statali. Inoltre, fu introdotto sul mercato un nuovo e pessimo tipo di caffè, il Mischkaffee (ovvero "caffè mescolato"), composto per il 51% da caffè e per il restante 49% da riempitivi, tra cui la cicoria, la segale e la barbabietola da zucchero.
Come si può immaginare, il nuovo prodotto era generalmente odiato per il suo pessimo sapore, e l'intera vicenda è informalmente conosciuta come la Kaffeekrise (la "crisi del caffè"). La questione si risolse dopo il 1978, quando i prezzi tornarono a scendere e le forniture a salire grazie ad un accordo tra DDR e Vietnam, Stato che negli anni novanta è poi diventato uno dei più grandi produttori di caffè al mondo. In ogni caso, l'episodio mostrò chiaramente gli strutturali problemi economici e finanziari della DDR.

### Crisi del debito pubblico
Nonostante alla fine furono circostanze politiche a segnare la fine del regime del SED, il crescente debito pubblico della DDR avrebbe comunque condotto ad una crisi economica entro un anno o due. La situazione continuò a peggiorare per tutti gli anni ottanta e le istituzioni occidentali potevano vantare crediti sempre più cospicui; le somme, in termini assoluti, non erano astronomiche, ma comunque troppo grandi perché la quantità di moneta forte guadagnata dalla DDR grazie alle esportazioni potesse farvi fronte. Un documento dell'ottobre 1989 preparato per il Politburo (lo Schürer-Papier, dal nome del suo principale autore), prospettava la necessità di quintuplicare le esportazioni tra il 1990 e il 1995 per far fronte al crescente debito pubblico.
Buona parte del debito proveniva da tentativi della DDR di esportare la propria via d'uscita dalle sue insolvenze; per migliorare la situazione c'era bisogno di importare componenti, tecnologie e materie prime. Grande peso lo ebbero anche i tentativi di mantenere, attraverso l'importazione di beni di consumo, alti standard di vita. La DDR era economicamente competitiva in alcuni settori come l'ingegneria meccanica e la tipografia. Ma il tentativo di guadagnare sul mercato dei microchip non solo fallì, ma si portò via anche parecchie risorse interne e valuta forte. Un altro fattore rilevante fu l'eliminazione di una buona fonte di moneta estera come la rivendita di petrolio sovietico, che fino al 1981 era stato venduto a prezzi inferiori a quelli di mercato. La conseguente perdita di valuta forte in entrata produsse una notevole flessione nell'altrimenti stabile crescita degli standard di vita (era proprio tale continuo miglioramento ad essere a rischio a causa dell'imminente crisi economica; i rimedi proposti dallo Schürer-Papier parlavano di una riduzione degli standard di vita del 25-30%)

### Marcia della pace Olof Palme
Nel settembre 1987, in corrispondenza con l'incontro a Bonn tra Honeker e il cancelliere federale dell'ovest Helmut Kohl, partì da Stralsund la Marcia della pace Olof Palme, che si concluse a Dresda dopo aver attraversato il territorio della RDT. L'evento vide la partecipazione di cittadini provenienti anche dalla Germania Ovest e dalla Cecoslovacchia (nonché di membri della Chiesa evangelica tedesca), e si ispirò ai principi di pace e denuclearizzazione dell'ex premier svedese socialdemocratico Olof Palme, assassinato nel 1986.
Le autorità della RDT si mostrarono inizialmente permissive nei confronti dei manifestanti ma, al rientro di Honecker avvenuto l'11/12 settembre, la polizia divenne più aggressiva contro l'opposizione.

### Il collasso del regime, 1989
Nel maggio 1989 si tennero le elezioni per i governi locali. La reazione pubblica, quando si seppe che il Fronte Nazionale aveva guadagnato la maggior parte delle cariche con un eclatante 98,5% dei voti, fu di rabbia. In altre parole, nonostante il supporto popolare per i candidati dell'opposizione, le elezioni erano state falsate. Un numero crescente di cittadini chiese il permesso di espatrio o abbandonarono illegalmente il Paese. Nell'agosto 1989 il governo riformista ungherese aprì la frontiera con l'Austria: la prima breccia nella cosiddetta cortina di ferro. Un mese dopo più di 13000 tedeschi dell'est tentarono la fuga ad ovest attraverso l'Ungheria. Migliaia di altri cittadini tentarono di andarsene inscenando sit-in di fronte agli edifici della Germania Ovest in alcune capitali dell'Europa orientale, soprattutto a Praga. La DDR fu costretta ad annunciare la creazione di treni speciali per espatriare in Germania Ovest questi rifugiati, dichiarando però che stava espellendo "traditori e criminali irresponsabili e antisociali".
Nel frattempo manifestazioni di massa a Dresda e Lipsia chiedevano la legalizzazione dei gruppi di opposizione e riforme democratiche.

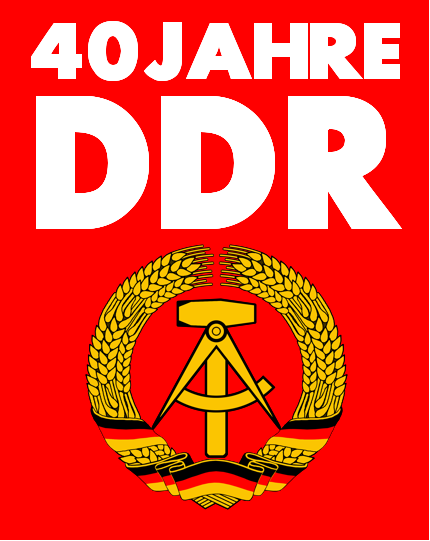
Riproduzione del manifesto diffuso in tutto il paese per il 40º anniversario della RDT, nel 1989.

Noncuranti quasi dei gravi problemi che affliggevano il Paese, Honecker e il resto del Politbüro celebrarono il quarantesimo anniversario della Repubblica a Berlino Est il 7 ottobre. Come nelle passate celebrazioni, i soldati sfilarono in parata e alcuni missili furono lanciati da grossi camion, come dimostrazione degli armamenti della Repubblica. Quella stessa notte, ci fu la prima di molte grandi manifestazioni a Berlino Est: per la prima volta il popolo manifestava nella capitale. Queste manifestazioni, rivolte soprattutto all'ottenimento di libertà di parola e stampa, fecero crescere la pressione sul regime. Tentando di placare le sollevazioni popolari, il Politburo rimosse Honecker (18 ottobre), e lo sostituì con il più giovane Egon Krenz, suo delfino.
Il 9 novembre cadde il muro di Berlino (un'espressione che indica l'apertura delle frontiere, nonostante l'evento venga spesso mostrato con immagini televisive di improvvisati tentativi di abbattere il muro), e nei giorni successivi crebbe il numero di tedeschi dell'est che ne approfittarono per visitare l'altra parte di Berlino o la Germania ovest (dove il governo locale li accolse con somme in denaro, chiamate "denaro di benvenuto"). In questa situazione l'intero sistema socialista della DDR si disfece: ciò divenne chiaro quando, il 1º dicembre, il Parlamento votò l'abrogazione dell'articolo costituzionale che garantiva al SED un ruolo di primo piano all'interno dello Stato. Egon Krenz, il Politburo e il Comitato Centrale si dimisero due giorni dopo.

### Situazione finanziaria nel 1990
Pochi degli strutturali problemi economici e finanziari messi in luce dal documento di Schürer erano noti al grande pubblico prima della fine del 1989 (nonostante nel biennio 1988-89 l'affidabilità creditizia della DDR fosse diminuita di parecchio). In quel momento il governo, dall'ottobre 1989 preoccupato degli ormai serissimi problemi già citati, chiese alla sua controparte occidentale nuovi milioni di marchi in prestito. Quindi il nuovo governo di transizione della Germania est affrontò con soluzioni di medio termine i problemi più gravi, e questo comportò, come già il documento di Schürer aveva suggerito, che l'FMI venisse chiamato in causa, nonostante sul breve periodo l'oro e le altre riserve garantissero l'adempimento dei pagamenti. In tale situazione, il grande aiuto della Germania Ovest (con un impegno di capitale pari alla metà del bilancio del 1990 della DDR) che seguì le elezioni del marzo 1990, prevenne un collasso finanziario nei mesi precedenti alla riunificazione.

## Riunificazione

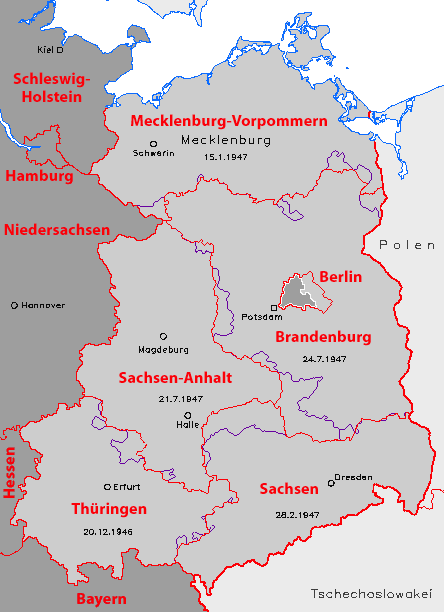
Le frontiere dei cinque Länder del settore sovietico nel 1947 (tratti blu) e i Länder ricostituiti dalla RDT nel 1990 (tratti rossi).

Nonostante ci siano stati alcuni tentativi di creare una Germania est non socialista, questi vennero presto travolti dal gran desiderio di una riunificazione con la controparte occidentale. Dal punto di vista legale vi erano due vie per arrivarvi. La legge di base era stata concepita come una misura temporanea poiché a quel tempo (nel 1949) non avrebbe potuto essere estesa alla Germania est in quanto essa era zona occupata dai sovietici. La legge di base ideò allora uno strumento (l'articolo 156) che permetteva la stesura di una costituzione per la Germania unita e democratica. Comunque questa conteneva anche l'articolo 23, per il quale gli Stati avrebbero potuto aderire alla Germania ovest nell'ambito processo di riconoscimento delle sue leggi e istituzioni. Questo articolo venne utilizzato nel 1957 per l'adesione dello Stato della Saarland. Anche se l'articolo 146 fu steso appositamente per la riunificazione tedesca, solo nel 1990 divenne chiaro che, per applicarlo, si sarebbe reso necessario un più ampio contesto negoziale; ciò avrebbe certamente aperto molte questioni di natura politica nella Germania ovest, dove la riforma costituzionale (messa in atto per rispondere soprattutto alle mutate circostanze economiche) era una questione aperta già da tempo. Un'annessione in base all'articolo 23, d'altra parte, sarebbe stato (e in effetti fu) messo in atto in soli sei mesi, e avrebbe schivato del tutto la bagarre in atto nella Germania ovest per la stesura della nuova costituzione. Sotto la pressione di una crisi economica cavalcante (parzialmente dovuta all'emigrazione di massa nella Germania ovest all'inizio del 1990, oltre che dal rifiuto Repubblica Federale Tedesca di garantire i prestiti che avrebbero permesso un più lungo periodo di transizione) la strada dell'articolo 23 divenne in breve la favorita. Il costo, comunque, fu che la democrazia nella Germania est morì appena nata, con un insieme di leggi e istituzioni imposte da altri che sostituivano altre leggi e istituzioni imposte dall'alto. I dibattiti sul valore di alcune istituzioni sociali (come i sistemi educativo e sanitario, i quali realizzavano idee politiche a quei tempi, e tuttora, discusse nella Germania ovest) ad esempio, furono semplicemente eliminati da questo percorso legale.
Il 18 marzo 1990 vi furono le prime elezioni libere della storia della Germania est: l'Alleanza per la Germania dominata dalla CDU formò una grande coalizione con i socialdemocratici della DDR ed elesse Lothar de Maizière primo ministro il 12 aprile. I successivi negoziati tra le due Germanie portarono alla firma, il 18 maggio, di un trattato per l'unione monetaria, economica e sociale che divenne effettivo il 1º luglio e fra le altre cose sostituiva il Marco della Germania Est con il Deutsche Mark. Il trattato annunciava già l'intenzione della Germania est di unirsi alla sua controparte occidentale attraverso l'articolo 23, e certamente molto fece in questo senso, preparando il terreno per il rapido e massiccio innesto delle leggi e istituzioni della Germania ovest nella sua controparte orientale.
A metà luglio gran parte delle aziende di proprietà statale, che giocavano un ruolo fondamentale nell'economia tedesca orientale, furono trasferite al Treuhand, istituzione che si sarebbe dovuta occupare della loro privatizzazione e della trasformazione economica. Il 22 luglio fu approvata una legge che decretò l'istituzione, entro il 14 ottobre, di cinque nuovi stati federali, gli stessi che esistevano prima della riforma amministrativa del 1952 nella Repubblica Democratica Tedesca; mentre il 31 agosto fu firmato il patto di unificazione che prevedeva il 3 ottobre come data in cui le leggi della Germania Ovest sarebbero state applicate anche nei territori della vecchia Germania Est.
A settembre vi furono tutte le condizioni per la riunificazione della Germania: le potenze alleate rinunciarono infatti alle condizioni poste alla Germania al termine della guerra ponendosi come obiettivo il ritiro delle truppe entro il 1994. Tali condizioni furono dettate nel Trattato sullo stato finale della Germania, firmato anche dalle potenze vincitrici della seconda guerra mondiale, che avrebbe stabilito la piena sovranità del nuovo Stato tedesco unificato a partire dal 15 marzo 1991. Il 3 ottobre 1990 i territori della Germania Est furono inclusi nel territorio della Germania Federale, sotto forma di cinque nuovi stati federali, mentre la città di Berlino fu ufficialmente riunita. Gli ex cittadini della Germania Est divennero i primi provenienti da un Paese dell'Europa orientale a far parte dell'Unione europea, come parte della nuova Germania unificata.